# Mitsubishi ASX
Mitsubishi ASX (Active Sports Crossover) — компактный кроссовер японской компании Mitsubishi Motors.

## Concept-cX

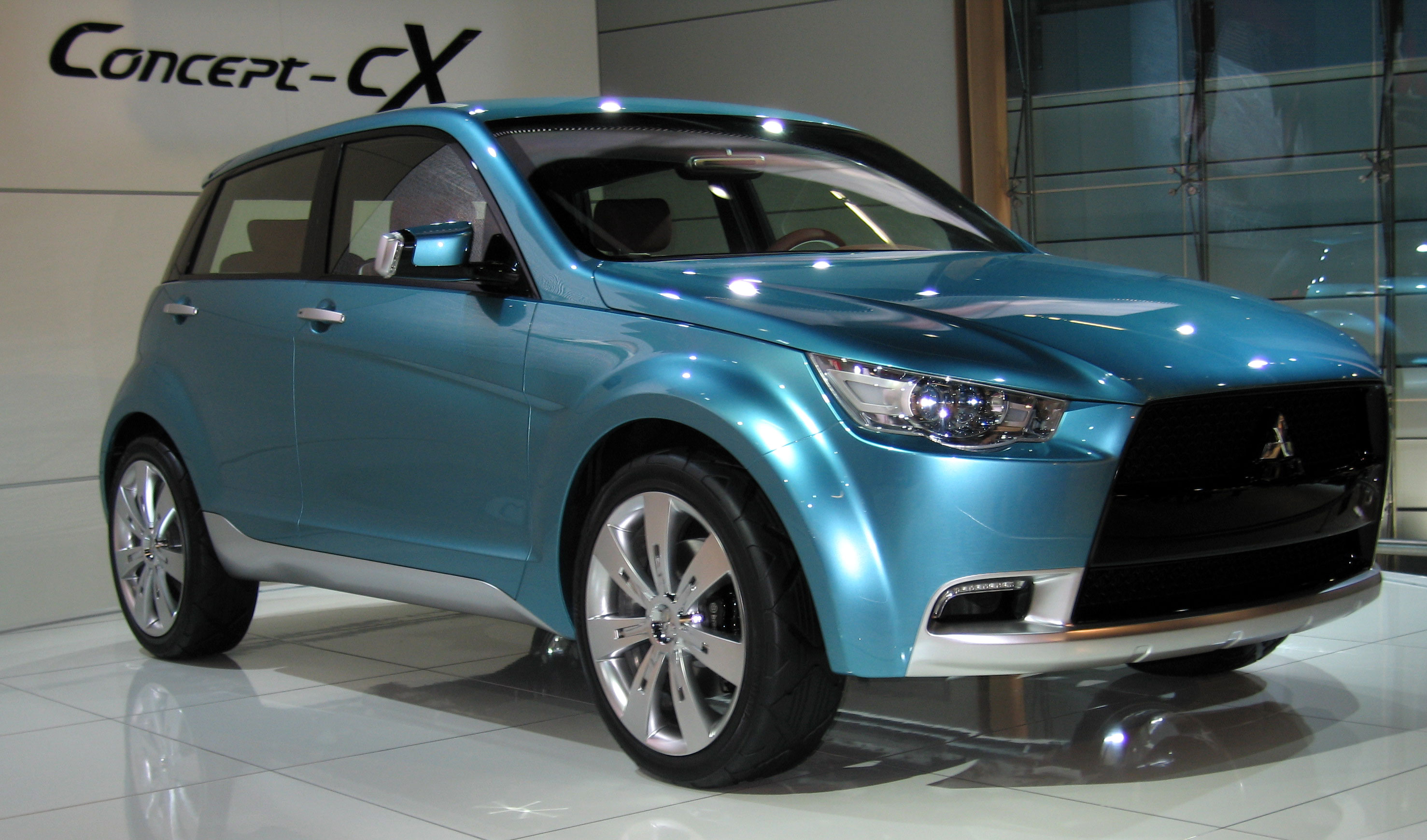
Concept-cX на Франкфуртском автосалоне

Прототипом Mitsubishi ASX послужил автомобиль Concept-cX, представленный на Франкфуртском автосалоне в 2007 году.
Автомобиль был представлен с 1.8-литровым экологически безопасным турбированным дизельным двигателем, мощность которого составляет 136 л.с. (100 кВт) на 4 000 об/мин, а максимальный крутящий момент — 280 Н·м на 2 000 об/мин. Также Concept-cX был оснащен новой спортивной трансмиссией Twin Clutch SST с двойным сцеплением. Аэродинамическая передняя панель подчеркивала плавные линии корпуса. В отделке салона автомобиля был использован фирменный экологически чистый пластик, центральная консоль автомобиля и рычаг управления трансмиссией выполнены в нетрадиционном стиле, информационный сенсорный дисплей предоставлял полную информацию об автомобиле.

## Первое поколение (GA; 2010 г.)
ASX первого поколения был впервые выпущен на внутреннем рынке Японии 17 февраля 2010 года как Mitsubishi RVR. Название RVR используется только в Японии, Южной Корее и Канаде. Он продается как ASX на большинстве рынков, а также как Mitsubishi Outlander Sport в США, Аргентине, Бразилии  и Индонезии. В Пуэрто-Рико используются названия ASX и Outlander Sport.
Дизайн ASX был представлен прототипом Mitsubishi Concept-cX, который впервые был представлен на 62-м автосалоне во Франкфурте в июле 2007 года.  Это возвращение к исходной концепции предложения используемой платформы. для более длинного Outlander с уменьшенной вместимостью до пяти человек, при этом разделяя компоненты более длинного автомобиля, демонстрируя корпоративное решение вернуть Mitsubishi к меньшим, экономичным автомобилям в пользу более крупных продуктов на базе грузовиков. Он также был представлен на 40-м Токийском автосалоне в сентябре того же года.
Европейский ASX был представлен на Женевском автосалоне в марте 2010 года,  , а рынок Северной Америки Outlander Sport/RVR был представлен на Международном автосалоне в Нью-Йорке в 2010 году .  В период с 2012 по 2015 год производство Outlander Sport началось на заводе Mitsubishi в Иллинойсе как для Северной Америки, так и для ряда экспортных рынков.  По состоянию на 2022 
год производство ASX продолжится в Японии для мирового рынка и в Китае для местного рынка.

### Рестайлинги
Первый обновленный ASX был представлен в США в апреле 2012 года. Изменения коснулись его передней панели за счет изменения формы трапециевидной решетки радиатора и измененного дизайна заднего бампера. Кроме того, пороги стали серыми, а багажники на крыше исчезли.
Поступив в продажу в середине 2014 года, модель 2015 года претерпела некоторые визуальные изменения: в переднем бампере появились новые светодиодные дневные ходовые огни, появился новый дизайн 17-дюймовых легкосплавных дисков, а также снова появились багажники на крыше (после того, как их убрали в модели 2013 года).
Дальнейшие изменения произошли в середине 2015 года для модели «2015.5». 18-дюймовые колеса стали стандартными и имели черную окантовку колесных арок. Другими изменениями в том году были хромированная отделка задней двери и новое рулевое колесо.
Второй фейслифтинг был представлен в ноябре 2015 года на автосалоне в Лос-Анджелесе , где была представлена концепция дизайна передней части «Dynamic Shield» и обновленный дизайн легкосплавных дисков.  Эта версия была представлена в Европе в сентябре 2016 года на Парижском автосалоне 2016 года .
Третий рестайлинг был представлен перед Женевским автосалоном 2019 года в феврале 2019 года. Передняя часть получила обновленный дизайн «Dynamic Shield».  На многих рынках это должна была стать модель RVR/ASX/Outlander Sport 2020 года. Фейслифтинг представляет собой новый дизайн передней панели, новые 18-дюймовые легкосплавные диски, обновленную информационно-развлекательную систему Smartphone Display Link (SDL) с дополнительной интеграцией смартфонов Apple CarPlay и Android Auto, а также новый восьмидюймовый сенсорный дисплей.
В США Outlander Sport получает новую комплектацию SP взамен предыдущей комплектации LE. 148-сильный 2,0-литровый рядный четырехцилиндровый двигатель (I4) входит в стандартную комплектацию комплектаций ES и SE, а 166-сильный 2,4-литровый рядный четырехцилиндровый двигатель входит в стандартную комплектацию SP и GT. Меньший вариант 2.0 теперь также доступен с полным приводом (AWD) в дополнение к стандартному переднему приводу (FWD)

### Силовые агрегаты
Японские модели оснащены бензиновым двигателем 4B10 объемом 1,8 л, работающим в паре с механической коробкой передач или бесступенчатой коробкой передач INVECS-III .  Североамериканские, сингапурские, китайские, индонезийские, малазийские, филиппинские и австралийские автомобили начиная с 2015 модельного года получают более крупные двигатели 4B11 2,0 л и 4B12 2,4 л, а европейские ASX используют новый бензиновый двигатель 4A92 1,6 л. В Европе и Австралии в качестве опции также доступен турбодизельный двигатель 4N13 объемом 1,8 л с непосредственным впрыском топлива. С обновлением 2015 модельного года в Европе двигатель Mitsubishi 4N1 был заменен двигателем PSA DV6C . На рынке СНГ предлагается большая часть бензиновой линейки двигателей – 1,6 л (117 л.с.), 1,8 л (140 л.с.) и 2,0 л (150 л.с.)

### Рынки

#### Индонезия
В Индонезии Outlander Sport был запущен 10 июля 2012 года и предлагался в трех комплектациях: GLX, GLS и PX.  Он был собран на месте на заводе Krama Yudha Ratu Motor в Пуло Гадунге, Джакарта, с использованием комплектов для разборки, импортированных из Японии. Производство закончилось в 2018 году.

#### Малайзия
В Малайзии ASX был запущен в продажу в ноябре 2010 года. На момент запуска был доступен только один вариант, который был полностью импортным и оснащен 2,0-литровым двигателем 4B11 в паре с трансмиссией CVT.  В январе 2012 года единственный вариант был обновлен: появились легкосплавные диски большего размера, кнопка запуска двигателя, улучшенные спортивные передние сиденья и автоматически убирающееся боковое зеркало.  Первый фейслифтинг был представлен в мае 2013 года и включал в себя функции стандарта ограниченной серии Euro, включая панорамную стеклянную крышу, автоматический дождь, автоматические датчики освещенности и GPS-навигацию с возможностью подключения Bluetooth / iPod.  В феврале 2014 года модели местной сборки поступили в продажу теперь в двух вариантах: 2WD и 4WD.

## Второе поколение (2023 г.)
В 2016 году руководители Mitsubishi Motors объявили, что преемник RVR/ASX/Outlander Sport будет выпущен в 2019 году, и его анонсировал электрический концепт eX.
Компания упомянула, что это будет модель собственной разработки, однако этот преемник так и не был выпущен.
В начале 2022 года был выпущен тизер ASX второго поколения для европейского рынка, который будет основан на Renault Captur второго поколения.  Он был представлен в сентябре 2022 года и запущен в марте 2023 года с вариантами бензиновой, гибридной и подключаемой гибридной трансмиссии.
Рестайлинговый ASX был запущен 23 апреля 2024 года.

## Производство и продажи

### Годовое производство
| Финансовый год | Производство | Производство | Производство      | Производство | Производство | Производство | Общий   |
| Финансовый год | Япония       | Япония       | Соединенные Штаты | Китай        | Малайзия     | Бразилия     | Общий   |
| Финансовый год | Окадзаки     | Мидзусима    | Соединенные Штаты | Китай        | Малайзия     | Бразилия     | Общий   |
| -------------- | ------------ | ------------ | ----------------- | ------------ | ------------ | ------------ | ------- |
| 2009 год       | 6915         | –            | –                 | –            | –            | –            | 6915    |
| 2010 год       | 134 004      | –            | –                 | –            | –            | –            | 134 004 |
| 2011 год       | 145 608      | –            | –                 | –            | –            | –            | 145 608 |
| 2012 год       | 103 603      | –            | 39 998            | 8,205        | –            | –            | 151 806 |
| 2013           | 79 381       | –            | 69 766            | 41 484       | –            | –            | 190 631 |
| 2014 год       | 101 473      | –            | 61 974            | 60 892       | –            | 3870         | 228 209 |
| 2015 год       | 93 282       | –            | 38 186            | 46 256       | 2310         | 7560         | 187 594 |
| 2016 год       | 138 324      | –            | –                 | 33 927       | 2168         | 1740         | 176 159 |
| 2017 год       | 85 493       | 34 586       | –                 | 32 617       | 618          | 8,018        | 161 332 |
| 2018 год       | 8            | 112 173      | –                 | 25 628       | 416          | 3964         | 142 18  |

## Безопасность
| Euro NCAP                                      | Euro NCAP | Euro NCAP | Euro NCAP             |
| ---------------------------------------------- | --------- | --------- | --------------------- |
| · общий рейтинг                                |           |           |                       |
| 86%                                            | 78%       | 60%       | 71%                   |
| взрослый пассажир                              | ребёнок   | пешеход   | активная безопасность |
| Протестированная модель: Mitsubishi ASX (2011) |           |           |                       |